# Эвакуация Гоминьдана на Тайвань

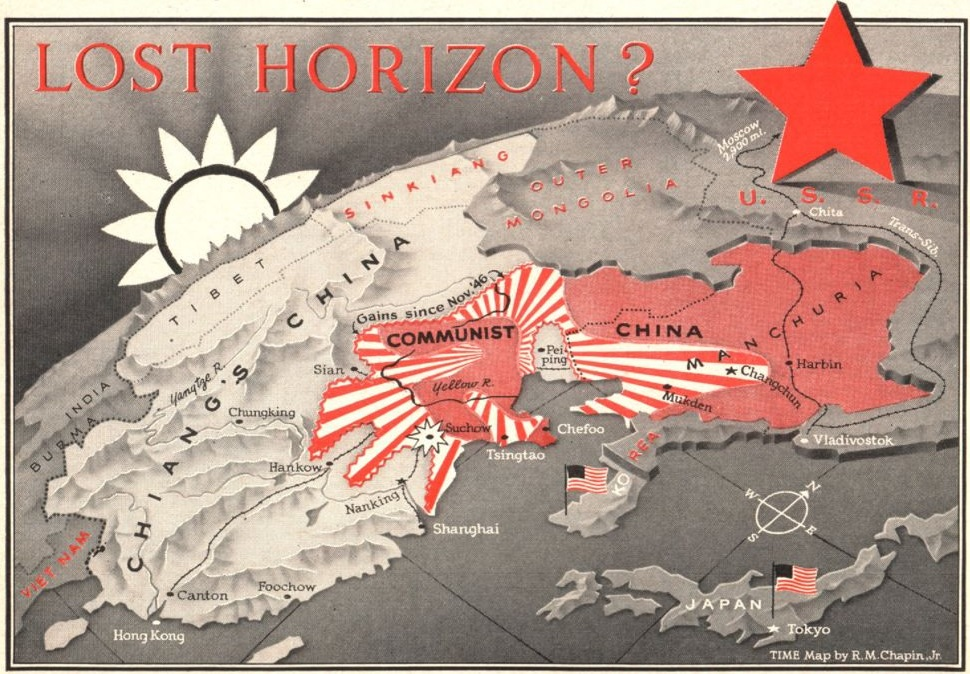
Карта Дальнего Востока из журнала Time, показывающая ситуацию гражданской войны в Китае в конце 1948 года.

Эвакуация правительства Китайской республики на Тайвань (кит. трад. 中華民國政府遷臺, упр. 中华民国政府迁台, пиньинь Zhōnghuá mínguó zhèngfǔ qiāntái) также известная как отступление Гоминьдана на Тайвань (кит. трад. 國民黨退台, упр. 国民党退台, пиньинь Guómíndǎng tuìtái) или великое отступление (кит. 大撤退, пиньинь Dà chètuì) — исход остатков правительства Китайской Республики, контролировавшегося Гоминьданом, на остров Тайвань 7 декабря 1949 года после поражения в гражданской войне в Китае на континенте. Партия Гоминьдан (Китайская национальная партия), верные ей чиновники и приблизительно 2 миллиона войск, множество гражданских и беженцев отплыли на Тайвань перед лицом наступления Народно-освободительной армии Китая (НОАК), подконтрольной Коммунистической партии Китая (КПК).
В 1895 году империя Цин потерпела поражение в войне с Японской империей, что вынудило цинского императора сдать Тайвань и Пескадорские острова Японии, которыми она правила дальнейшие 50 лет как колониями. В 1911 году власть цинского императора была свергнута и провозглашена Китайская республика. В 1945 году по окончании Второй мировой войны после капитуляции Японии силы Китайской республики восстановили китайский контроль над Тайванем и поставили его под военную оккупацию. В 1927 году между Гоминьданом и КПК началась гражданская война, которая возобновилась в 1946 году. К 1948—1949 годам большая часть материка попала под контроль коммунистов, в том числе такие города, как Нанкин, Гуанчжоу и Чэнду.
Силы Китайской республики в основном отступали на Тайвань из провинций южного Китая, особенно из Сычуаня, где войска Китайской Республики держали свою последнюю оборонительную линию. Эвакуация на Тайвань произошла через четыре месяца после провозглашения Мао Цзэдуном основания Китайской Народной Республики (КНР) в Пекине 1 октября 1949 года. Тайвань формально оставался частью Японии, которая заявляла свои территориальные права на остров, пока в силу не вступил Сан-Францисский мирный договор в 1952 году. Кроме того, часть войск Китайской Республики из Юньнани также бежала в Бирму, где продолжили вылазки вплоть до 1961 года.
После эвакуации лидером Китайской Республики по-прежнему оставался Чан Кайши. Он считал эвакуацию только временной и планировал перегруппировать силы, укрепить позиции и вновь завоевать континентальный Китай. Этот план получил названия «Национальная слава» и стал национальным приоритетом Китайской Республики. Когда стала ясна его невозможность, власти Китайской Республики перешли к модернизации и экономическому развитию Тайваня. Тем не менее Китайская Республика продолжает официально заявлять о своём исключительном суверенитете над континентальным Китаем, которым сейчас управляет КПК.

## Предыстория
Гражданская война в Китае между силами Гоминьдана Чана Кайши и силами коммунистической партии Китая (КПК) Мао Цзэдуна вошла в последнюю стадию в конце 1945 года. Обе стороны стремились взять под контроль и объединить Китай. В то время как Чан Кайши полагался на помощь со стороны США, его противник Мао Цзэдун полагался на помощь со стороны СССР и на сельское население Китая.
Кровавый конфликт между КПК и Гоминьданом начался, когда обе стороны попытались подчинить военных правителей (дуцзюней) на севере Китая (1926–28), продолжалась в течение второй японо-китайской войны (1932–1945), в ходе которой большие территории Китая оказались под японской оккупацией. Чан Кайши и Мао Цзэдун оба видели необходимость в ликвидации военных правителей, но по разным причинам. Для Мао это означало закат феодальной системы в Китае и подготовку страны к строительству социализма и коммунизма. Для Чан Кайши военные правители были большой угрозой для центрального правительства. Это основное различие в мотивации сохранялось на протяжении всех лет борьбы против японского вторжения в Китай, несмотря на наличие общего врага.
Коммунисты Мао мобилизовали крестьян против японцев и ко времени капитуляции Японии в 1945 году, КПК создал армию в миллион солдат. Давление сил Мао на японцев пошло на пользу Советскому Союзу, и, таким образом, силы КПК снабжались СССР. КПК была идеологически единой и обладала опытом в войне с японцами, что делало её готовой к последующим битвам с силами Гоминьдана. Хотя силы Чан Кайши были хорошо экипированы американцами, им не хватало эффективного командования и политического единства.
В январе 1949 года Чан Кайши ушёл в отставку с должности лидера Гоминьдана и уступил место своему вице-президенту Ли Цзунжэню. Ли и Мао вступили в переговоры о мире, но сторонники жёсткой линии в Гоминьдане отвергли требования Мао. Когда в середине апреля 1949 года Ли попросил о дополнительном перерыве, китайская Красная армия переправилась через реку Янцзы (Чан). Чан Кайши бежал на остров Формоза (Тайвань), куда уже было переброшено по воздуху около 300 тыс. солдат.  

## Переброска сил и населения на остров

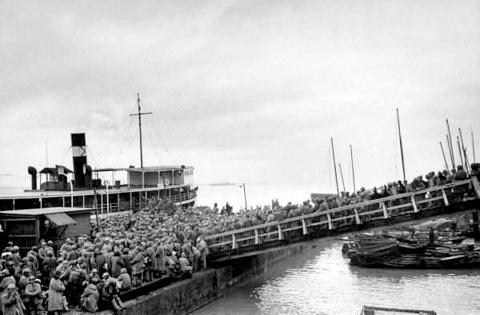
Армия Китайской Республики погружается на корабли, идущие на Тайвань, 1949 год

В течение 4 месяцев, начиная с августа 1949 года, руководители Гоминьдана перебросили ВВС Китайской Республики на Тайвань, выполнив более 80 рейсов, использовали 3 корабля. Чэнь Цзиньчан (陳錦昌) написал в своей книге по этому поводу, что в период с августа 1949 года по декабрь 1949 года между Тайванем и континентом ежедневно летало в среднем 50 или 60 самолётов, перевозивших топливо и боеприпасы.
Чан Кайши также отправил на Тайвань 26 военных кораблей Гоминьдана. Последнее наступление сил КПК на силы Гоминьдана началось 20 апреля 1949 года и продолжалось до конца лета. К августу Народно-освободительная армия Китая доминировала почти на всем континентальном Китае; Гоминьдан владел только Тайванем и Пескадорскими островами, некоторыми районами Гуандуна, Фуцзяня, Чжэцзяна и несколькими районами на дальнем западе Китая.
Директор Института истории и филологии Фу Сынянь (傅斯年) возглавил кампанию по убеждению учёных бежать на Тайвань, а также привёз книги и документы. На Тайване были восстановлены такие учреждения и колледжи, как Academia Sinica, Музей императорского дворца, Национальный университет Цинхуа, Национальный университет Цзяодун, Университет Сучжоу, Католический университет Фужэнь и Средняя школа Св. Игнатия.
Всего, согласно текущим оценкам, в период с 1945 по 1955 годы на Тайвань с континентального Китая мигрировало от 900 тыс. до 1,1 млн человек. Население острова в конце японского правления оценивается в 6,5 млн. Из них японское население численностью около 500 тыс. человек было в основном репатриировано к 1946 году. Однако количество иммигрантов точно неизвестно, поскольку точная перепись не проводилась ни до, ни во время японского правления. Перепись 1956 года насчитывает 640 тыс. гражданских мигрантов с континента. Численность армии в то время была засекречена. Тайваньские документы, обнаруженные гораздо позже, насчитывают 580 тыс. солдат. Однако современная американская разведка оценивает их число всего в 450 тыс. человек. Кроме того, некоторые военнослужащие были уволены до 1956 года и поэтому (или по другим причинам) включены в оба числа, в то время как другие были призваны на месте и не были иммигрантами. Такие расчёты привели учёных к приведенной выше оценке. Отмечается, что в более старых публикациях обычно встречаются верхние оценки до двух-трех млн иммигрантов. Аналогичные масштабы иммиграции имели место в то время в Гонконге.

## Вывоз ценностей с континента
В 1948 году Чан Кайши спланировал эвакуацию Гоминьдана на Тайвань вместе с вывозом золота и других ценностей с континента. Вес вывезенного золота различается по оценке источников, обычно считается что вывезли от трёх до пяти миллионов лянов (примерно 113,6—115,2 тонны, один лян весит 37,2 грамма). Кроме того Гоминьдан вывозил старинные реликвии, которые в настоящее время находятся в Музее императорского дворца в Тайбэе. Некоторые исследователи считают, что золото и другие ценности вывозили с целью уберечь их от японских интервентов, как европейские страны вывозили ценности в ходе Второй мировой войны.
Есть различные точки зрения на пребывание ценностей в национальном Музее императорского дворца в Тайване. В КНР некоторые смотрят на это как на незаконный вывоз ценностей. Другие полагают, что ценности были таким образом спасены от кампании против «Банды четырёх» в ходе культурной революции. Многие историки считают, что националисты вывезли ценности, чтобы уберечь их от коммунистов.
Представители музея утверждают, что в 1948 году, когда Китай переживал гражданскую войну, Чу Цзяхуа и другие (Ван Шицзин, Фу Сынянь, Сюй Хун-Бао, Ли Цзи и Хань Ли-ву) организовали отправку шедевров на Тайвань для сохранности сокровищ.
Согласно доктору Ву Синьюню, Чай Кайши проводил операцию по вывозу золота в условиях секретности. Почти все приказы он отдавал на словах и только Ву и его отец (глава министерства финансов гоминьдановского правительства) знали о погрузке и вывозе золота. Согласно Ву, даже министр финансов не имел никакой власти в этом вопросе. Чан Кайши содержал записи в президентском дворце Тайбэя, информация об этом была совершенно секретной. Эти записи были рассекречены только спустя 40 лет, уже после смерти Чан Кайши в апреле 1975 года.
Широко считается, что золото, вывезенное на Тайвань, легло в фундамент тайваньской экономики и деятельности правительства. После шести месяцев операций с золотом, которые проводил Чан Кайши, был введён новый тайваньский доллар, на который обменяли старые тайваньские доллары в соотношении 1 к 40 тыс. Полагается, что было израсходовано 800 тыс. лянов золота на стабилизацию экономики, пострадавшей от гиперинфляции с 1945 года.
Чан Кайши также захватил с собой ряд ценностей, в том числе т. н. знаменитые Три Сокровища: камень Кусок мяса, Жадеитовую капусту и Мао Гун Дин.

## Военные действия Китайской Республики
ВВС Китайской республики попытались провести бомбардировки Шанхая и Нанкина, но безрезультатно. Сухопутные войска пытались вернуться на континент, но не достигли долгосрочного успеха. Тем временем коммунистические силы Мао Цзэдуна удерживали контроль над всем Китаем, исключая острова Хайнань и Тайвань.
В целом Гражданская война оказала огромное влияние на китайский народ. Историк Джонатан Фенби предполагает, что
Гиперинфляция [во время гражданской войны в Китае] подорвала повседневную жизнь населения и разорила десятки миллионов людей, чему мешала плохая налоговая база, увеличение военных расходов и широкое распространение коррупции.

## Проект «Национальная слава»

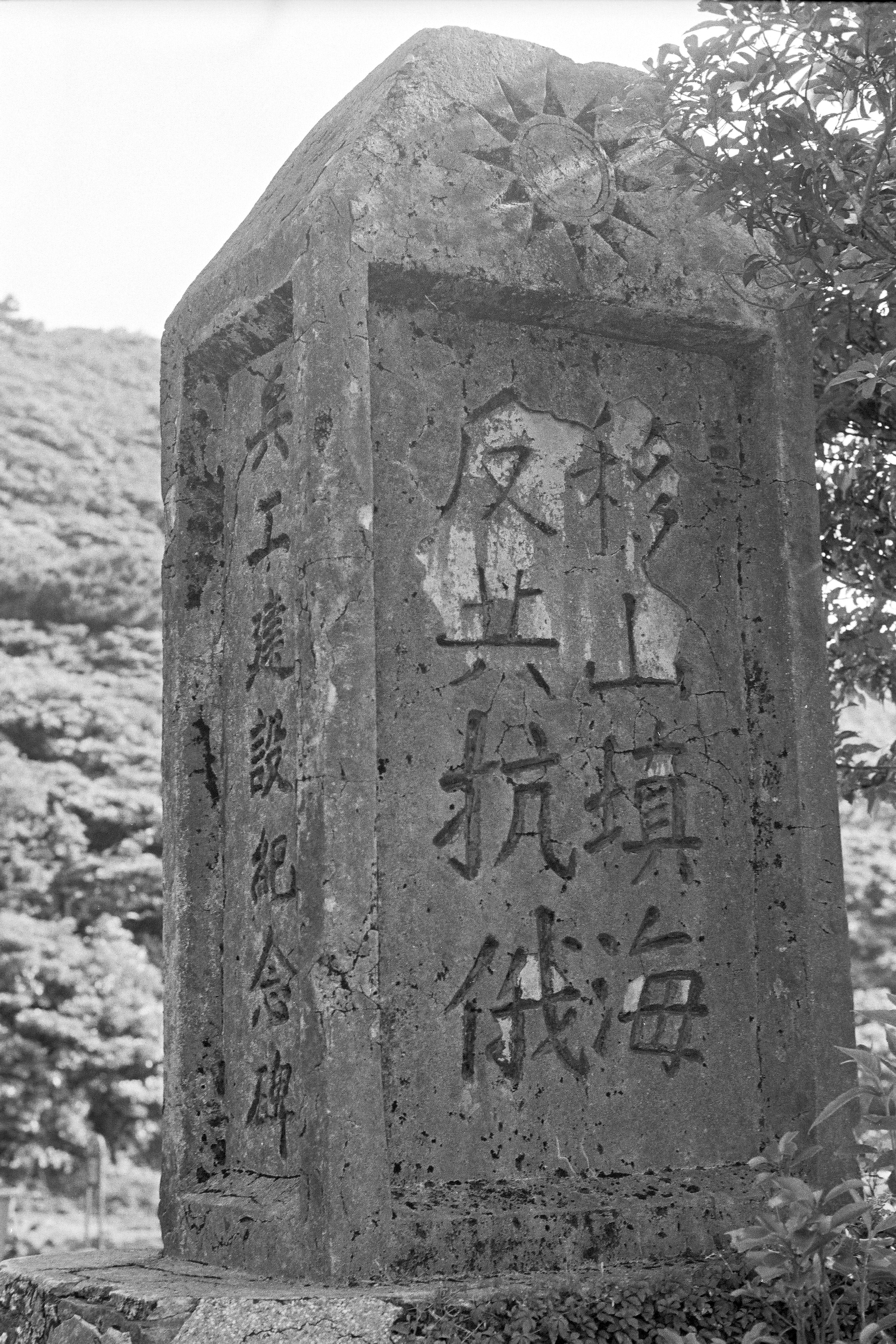
Тайваньский монумент, возведенный в 1952 году, гласит: «Свернуть горы и наполнить моря, противостоять коммунизму и сражаться с Россией».

Изначально власти Китайской Республики планировали отвоевать континентальный Китай у коммунистов. После отступления на Тайвань Чан Кайши вместе с другими лидерами Гоминьдана установил диктатуру над островом и начал строить планы вторжения на континент. В условиях строжайшей секретности Чан Кайши разработал план, получивший название «проект Национальная слава». Запланированное наступление Гоминьдана включало 26 операций, включая наземное вторжение и специальные операции в тылу врага. Он попросил своего сына Цзяня Цзинго составить план воздушных налётов на провинции Фуцзянь и Гуандун, откуда были родом многие солдаты Китайской республики и большая часть населения Тайваня. Если бы этот план был реализован, это было бы крупнейшей морской высадкой в истории.
Провал проекта «Национальная слава» изменил ход истории обеих китайских республик, навсегда изменив отношения по обе стороны пролива. Тайвань «сместил акцент на модернизацию и защиту Тайваня вместо того, чтобы готовиться к возвращению [континентального] Китая», — заявил Эндрю Ян, политолог, специализирующийся на отношениях Тайваня и материкового Китая, работающий в Совете перспективных политических исследований Тайбэя. Сын Чана Кайши, Цзянь Цзинго, впоследствии сменивший его на посту президента, сосредоточился на поддержании мира между континентом и Тайванем. В настоящее время политические отношения между Тайванем и Китаем изменились; как сказал генерал Хуан: «Я надеюсь, что она будет развиваться мирно… Война не нужна».

## Взгляды на законность занятия Гоминьданом Тайваня
Существуют противоположные взгляды на законность занятия Гоминьданом Тайваня. Правительство Китайской народной республики по сей день считает Тайвань провинцией, которая должна быть в конечном итоге присоединена к континентальному Китаю.
По статье, опубликованной в 1955 году по поводу законного статуса Тайваня: «Утверждалось, что Чан Кайши не имеет прав на остров, поскольку он «просто беглец, расквартировавший там свою армию», и, кроме того, его правительство находится в изгнании.» Сан-Францисский договор, официально подписанный 48 нациями 8 сентября 1951 года, не определяет, кому Япония должна отдать Тайвань и Пескадоры. Однако к этому времени большинство стран рассматривало Китайскую республику как законного представителя Китая, поскольку она сменила правление династии Цин, а Китайская народная республика была частично признанным государством. Япония, подписавшая Сан-Францисский договор, находилась под американской оккупацией. После восстановления независимости Япония установила дипломатические отношения с КР, а не с КНР.
По мнению  профессора Джин Сяо, «поскольку в Сан-Францисском мирном договоре и отдельном договоре Гоминьдана с Японией не указывалось, кому Япония уступает Тайвань и Пескадорские острова, позиция США юридически подразумевалась таковой, и поскольку речь шла о двух договорах, Тайвань стал «бесхозным» островом, а Гоминьдан, по собственному согласию с американской политикой, стал иностранным правительством в изгнании.